# Дроїд (Зоряні війни)

Дроїди R2-D2 і С-3РО, вперше показані в Зоряних війнах "Нова надія" (1977).

Дроїди (англ. droid — від грец. ανδροειδής — «людиноподібний») — вигадані Джорджем Лукасом роботи, що їх використовували у світі відомого режисера (див. «Зоряні війни»). Хоча андроїдами слід називати лише антропоморфних роботів, слово «дроїд» у світі «Зоряних війн» означає робота узагалі. Дроїда використовували і як бойову одиницю, і як звичайного помічника.

## Військові дроїди
Сепаратистські бойові дроїди В1 — стандартні дроїди. Були у вжитку Торговою Федерацією і як охорона торгових кораблів, і як армія (при нападі на Набу). А після приєднання останньої до Конфедерації Незалежних Систем (КНС), стали основною частиною Сепаратистської Армії Дроїдів.
Бойові супердроїди В2. Перед початком Війни клонів до сепаратистів долучилися нові системи, одна з яких презентувала поліпшену модель дроїда В1. Бойове хрещення нові бійці пройшли у битві за Геонозис.
Дройдеки (дроїди-руйнівники). В наявності: скорострільні спарені бластери-автомати та генератор щита, здатного відбивати чи поглинати будь-які види енергетичних зарядів (мінусом є те, що використовувати щит проти механічних перешкод — марна справа: якщо, наприклад, щит увімкнеться біля стіни, при цьому частково у цю стіну війшовши, то генератор вийде з ладу і, нарешті, дройдеку просто розірве від власної енергії). Також руйнівники мали здатність складатись у кулю задля прискоренного руху. 
IG-100 «МагнаВартові» («МагнаВарта») — елітні війська, що використовувались як охорона лідерів сепаратистів (генерал Грівус) від джедаїв.
Дроїди-диверсанти — елітні дроїди армії КНС, були в ділі у роки Війни клонів. Переважно пристосовані для саботажів, вбивств і непомітних проникнень на таємні об'єкти.
Тактичний дроїд — модель військового дроїда, що його було створено інженерами КНС під час Війни клонів для керування бійцями. Мав неабиякі знання в областях стратегії і тактики.
Карликовий дроїд-павук — бойовий дроїд, що використовувався на передовій, як авангард.
Дроїд-краб LM-432. Дякуючи сильним сервомоторам, що забезпечують переміщення ніг, важко броньований краб з непоганою швидкістю і спритністю пересувається по нерівному ландшафту та навіть по скелястим поверхням.
Бойові дроїди Октаптарра — бойові автомати, необхідні для боротьби з піхотою та технікою Республіки.
Базз-дроїди — використовувались КНС у космічних битвах проти винищувачів, виводячи з ладу системи керування.
Аквадроїди — бойові дроїди, пристосовані до боїв у під-/водних світах.
Дроїди-вбивці — користувались попитом у мисливців за головами. Частенько використовувались для знищення конкретної цілі, як правило, такої, що дуже добре охоронялась. Настільки добре, що інших шляхів до неї не було.
НК-47 — унікальний протокольний дроїд-вбивця, сконструйований володарем-ситхом Реваном (Star Wars: Knights of the Old Republic). Реван власноруч програмував и збирав НК-47; зокрема після випадку, коли дроїд обізвав Дарта Малака «мішком з м'ясом», Реван зробив так, щоб таким чином звертався до всіх. У розпал війни дроїда було відправлено на завдання, та повернутися він не зміг. Побував у багатьох власників, після чого був викуплений Реваном, котрому на той момент джедаї стерли пам'ять. Після подій першої гри перейшов у власність Вигнанця, разом з яким очистив галактику від своїх піратськиї копій — НК-50 та НК-51.
Після виконання Наказу 66 Імператор Палпатін звелів деактивувати сепаратистських дроїдів.

## Цивільні дроїди
Поряд із бойовими моделями, у галактиці також використовувались різноманітні дроїди, незамінні у багатьох мирних сферах життя. 

### Дроїди-помічники
Протокольні дроїди — використовувались для запису і зберігання словесної інформації, а також перекладу мов інших народів і писку астромеханічних дроїдів на мову хазяїна. Прикладами є відомий по всіх усюдах C-3PO та ТС-14 (прот. дроїд з одного з кораблів Торгової Федерації. Можна було помітити у першому епізоді саги).

### Дроїди-акумулятори
Непомітні дроїди, що певною мірою нагадують невеличкі ящики з ніжками. Пересуваються дуже повільно, переговори ведуть дивними низькими гудками. 
Мова цих дроїдів складається лише з одного слова — «гонк». Серед фанатів ці дроїди є популярними та про них створено багато жартів.

### Астромеханічні дроїди (дроїди-механіки)
Астромеханічні дроїди — маленькі дроїди, розфарбовані у різноманітні кольори. Роботою цих дроїдів є обслуговування важкої техніки, космічних кораблів а також керування комп'ютерними системами. Зазвичай обладнані різного роду інструментами та сенсорами, але дроїд R2-D2, один з героїв фільму, має також при собі:
- ракетні двигуни,
- гніздо для збереження карт пам'яті,
- голографічний програвач,
- маленьку дискову пилку,
- електрошокер (котрим вбив базз-дроїда у битві за Корускант),
- маленький магнітний присосок.

Дроїди-циклопи «Вак» — маленькі антропоморфні дроїди з одним-єдиним оком-кнопкою, що відповідала за ввімкнення/вимкнення; використовувались для транспортування вантажів малої та середньої важкості, для пілотування зорельотів. Не обладнані ніякими додатковими інструментами.